# Dashabhumika sutra

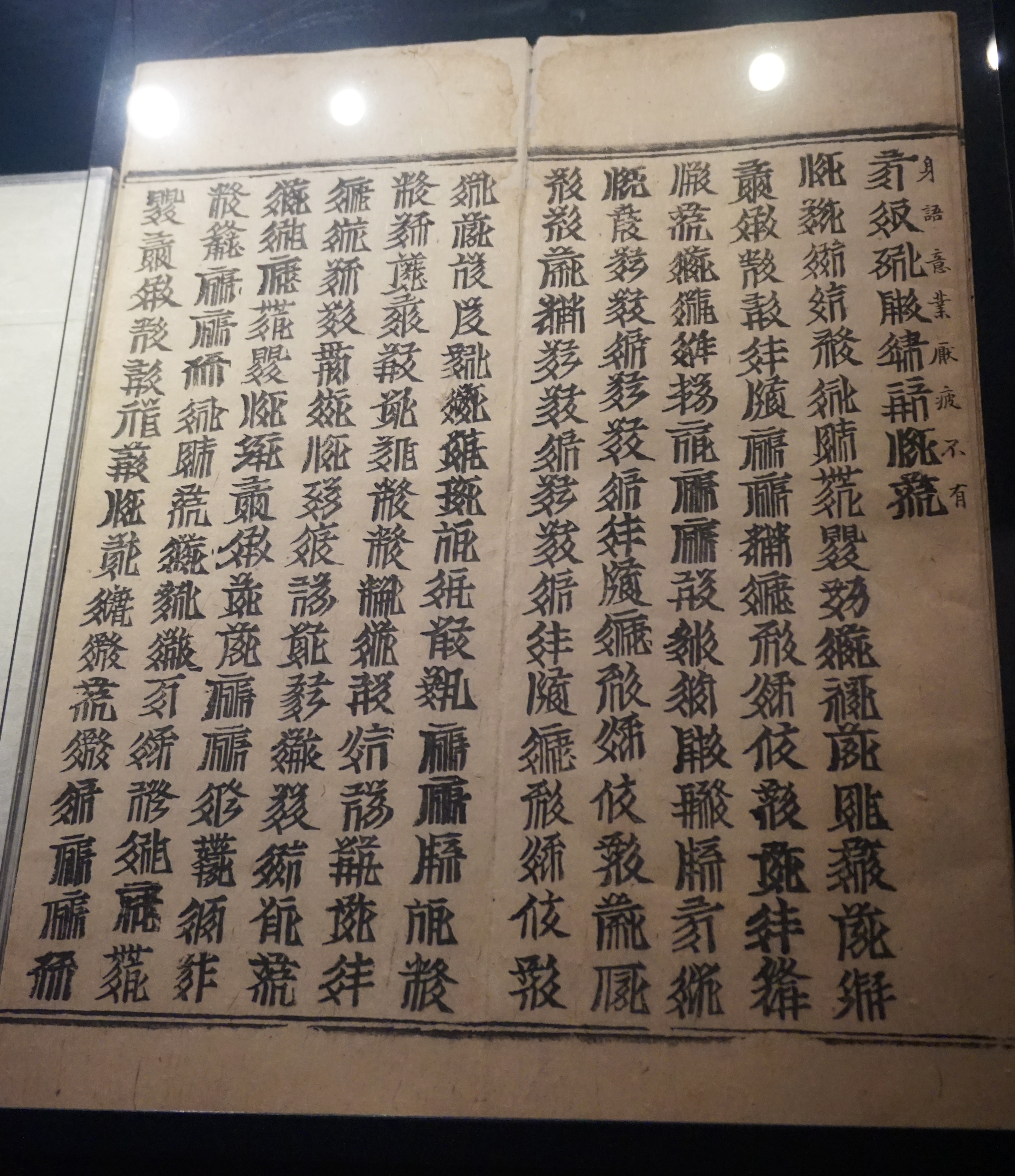
L'image représente une scène symbolique tirée du Dashabhumika Sutra, un texte central du bouddhisme Mahayana. On y voit un bodhisattva progressant à travers les dix terres (bhūmi), chaque étape illustrée par une lumière rayonnante ou une fleur de lotus, symbolisant son avancée spirituelle. Chaque terre est associée à un aspect particulier de la sagesse et de la compassion, avec des divinités et des émanations de Bouddha entourant le bodhisattva, le guidant vers l'Éveil ultime.

Le Dashabhumika sutra (sanskrit IAST : daśabhūmikasūtra) est un texte du bouddhisme mahayana qui fait partie de l’Avatamsaka sutra. Son titre peut se traduire par : Le Sutra des dix terres ou des dix étapes. Ce soutra décrit les dix étapes, ou « terres » (bhūmi) de la progression du bodhisattva (voir leur présentation à l'article Terres de bodhisattva).

### Traduction
- Soûtra des Dix Terres  (trad. du chinois par Patrick Carré), Paris, Fayard, 2004, 243 p. (ISBN 978-2-213-62256-9)
- Johannes Rahder (Ed.) (Textes publiés avec une introduction et des notes par le Dr. J. Rahder), Dasabhumikasutra et Bodhisattvabhumi. Chapitres Vihara et Bhumi, Paris, Guethner, 1926, 99 p.Édition des parties versifiées
- Daśabhūmikasūtra, trad. Honda Megumu revue par Johannes Rahder, New Delhi, Indo-Asian Literatures, 1968.

### Études
- Vasubandhu, Dashabhûmika-shâstra « Traité des Dix Terres » (Commentaire)